# Altneckar Horkheim
Altneckar Horkheim ist ein Naturschutzgebiet auf dem Gebiet der baden-württembergischen Städte Heilbronn und Lauffen am Neckar sowie der Gemeinde Nordheim.

## Kenndaten
Das Naturschutzgebiet wurde mit Verordnung des Regierungspräsidiums Stuttgart vom 26. November 1987 ausgewiesen und hat gemäß Schutzgebietsverordnung eine Größe von 43,2 Hektar. Es wird unter der Schutzgebietsnummer 1.155 geführt. Der CDDA-Code für das Naturschutzgebiet lautet 162128  und entspricht der WDPA-ID.

## Lage und Beschreibung
Das Schutzgebiet liegt zwischen Nordheim und dem Heilbronner Stadtteil Horkheim. Es umfasst den dortigen Altarm des Neckars mit einer natürlichen Flusslandschaft wie  Kiesbänke, Schotterfluren, Steilufer und Flachwasserbereiche.
Das NSG liegt im Naturraum 123 – Neckarbecken innerhalb der naturräumlichen Haupteinheit 12 – Neckar- und Tauber-Gäuplatten und gehört zum 1241 Hektar großen FFH-Gebiet Nr. 7021-342 Nördliches Neckarbecken.

## Schutzzweck
Schutzzweck ist laut Schutzgebietsverordnung der Erhalt einer natürlichen Flussstrecke des Neckars und angrenzender Gebiete sowie der Erhalt der im Flussbett bestehenden Schotterbänke und der Ufersteilzonen mit ihren jeweils unterschiedlichen Lebensräumen für Tier- und Pflanzengemeinschaften.